# Reprezentacja Niemiec na Mistrzostwach Świata w Narciarstwie Klasycznym 2005
Reprezentacja Niemiec na Mistrzostwach Świata w Narciarstwie Klasycznym 2005 w Oberstdorfie liczyła 24 sportowców - 13 biegaczy narciarskich, 5 kombinatorów norweskich i 6 skoczków narciarskich. Niemieccy zawodnicy wystartowali we wszystkich 17 konkurencjach mistrzostw świata w narciarstwie klasycznym. Reprezentacja zdobyła sześć medali - 2 złote i 4 srebrne. 

## Medale

### Złote medale
- Kombinacja norweska - Gundersen HS 100 / 15 km: Ronny Ackermann
- Kombinacja norweska - sprint (7,5 km + HS 137): Ronny Ackermann

### Srebrne medale
- Biegi narciarskie - sztafeta 4x10 km mężczyzn: Jens Filbrich, Andreas Schlütter, Tobias Angerer, Axel Teichmann
- Kombinacja norweska - Gundersen HS 100 / 15 km: Björn Kircheisen
- Kombinacja norweska - konkurs drużynowy (HS 137 + 4 x 5 km): Sebastian Haseney, Georg Hettich, Björn Kircheisen, Ronny Ackermann
- Skoki narciarskie - konkurs drużynowy na skoczni HS 100: Michael Neumayer, Martin Schmitt, Michael Uhrmann, Georg Späth

### Brązowe medale
- brak

## Wyniki

### Biegi narciarskie

#### Mężczyźni
Sprint
- Andreas Schlütter - 18. miejsce
- Franz Göring - 20. miejsce

15 km stylem dowolnym
- Axel Teichmann - 7. miejsce
- Jens Filbrich - 8. miejsce
- Franz Göring - 13. miejsce
- Tobias Angerer - 19. miejsce
- René Sommerfeldt - 34. miejsce

Bieg pościgowy 2x15 km
- Jens Filbrich - 14. miejsce
- Tobias Angerer - 17. miejsce
- René Sommerfeldt - 28. miejsce
- Axel Teichmann - 30. miejsce

Sztafeta 4x10 km
- Jens Filbrich, Andreas Schlütter, Tobias Angerer, Axel Teichmann - 2. miejsce

50 km stylem klasycznym
- Andreas Schlütter - 10. miejsce
- Franz Göring - 39. miejsce

#### Kobiety
Sprint
- Viola Bauer - 6. miejsce
- Manuela Henkel - 11. miejsce
- Claudia Künzel - 14. miejsce
- Stefanie Böhler - 18. miejsce

10 km stylem dowolnym
- Evi Sachenbacher - 17. miejsce
- Anke Reschwam Schulze - 20. miejsce
- Stefanie Böhler - 24. miejsce
- Nicole Fessel - 55. miejsce

Bieg pościgowy 2x7,5 km
- Claudia Künzel - 10. miejsce
- Viola Bauer - 13. miejsce
- Anke Reschwam Schulze - 41. miejsce

Sztafeta 4x5 km
- Stefanie Böhler, Viola Bauer, Evi Sachenbacher, Claudia Künzel - 4. miejsce

30 km stylem klasycznym
- Claudia Künzel - 6. miejsce
- Viola Bauer - 11. miejsce
- Stefanie Böhler - 27. miejsce
- Manuela Henkel - nie wystartowała

### Kombinacja norweska
Gundersen HS 100 / 15 km
- Ronny Ackermann - 1. miejsce
- Björn Kircheisen - 2. miejsce
- Sebastian Haseney - 17. miejsce
- Georg Hettich - 22. miejsce
- Tino Edelmann - nie ukończył

Konkurs drużynowy (HS 137 + 4 x 5 km)
- Sebastian Haseney, Georg Hettich, Björn Kircheisen, Ronny Ackermann - 2. miejsce

Sprint (7,5 km + HS 137)
- Ronny Ackermann - 1. miejsce
- Björn Kircheisen - 4. miejsce
- Georg Hettich - 7. miejsce
- Tino Edelmann - 18. miejsce

### Skoki narciarskie
Konkurs indywidualny na skoczni HS 100
- Georg Späth - 5. miejsce
- Martin Schmitt - 12. miejsce
- Michael Uhrmann - 16. miejsce
- Michael Neumayer - 32. miejsce

Konkurs indywidualny na skoczni HS 137
- Michael Uhrmann - 14. miejsce
- Martin Schmitt - 16. miejsce
- Georg Späth - 19. miejsce
- Jörg Ritzerfeld - 20. miejsce

Konkurs drużynowy na skoczni HS 100
- Michael Neumayer, Martin Schmitt, Michael Uhrmann, Georg Späth - 2. miejsce

Konkurs drużynowy na skoczni HS 137
- Martin Schmitt, Jörg Ritzerfeld, Michael Uhrmann, Georg Späth - 5. miejsce

W składzie skoczków znalazł się także Stephan Hocke, jednak nie wystartował w żadnym z konkursów.